# Neil Travis
Neil Travis (Los Angeles, 12 de outubro de 1936 - Arroyo Grande, 28 de março de 2012) é um editor estadunidense. Venceu o Oscar de melhor montagem na edição de 1991 por Dances with Wolves.